# Phil Klay
Phil Klay (Contea di Westchester, 1983) è uno scrittore statunitense.

## Biografia
Phil Klay è nato nella Contea di Westchester, New York, nel 1983.
Laureato in scrittura creativa al Dartmouth College, si è arruolato nel Corpo dei Marine nel 2003 ed è stato in missione nel Governatorato di al-Anbar, in Iraq dal gennaio 2007 al febbraio 2008.
Una volta congedato, ha iniziato a scrivere i racconti che in seguito ha riunito nella raccolta Fine missione, inisgnita del National Book Award e del National Book Critics Circle Award nel 2014.

## Opere

### Raccolte di racconti
- Fine missione (Redeployment, 2014), Torino, Einaudi, 2015 Traduzione di Silvia Pareschi ISBN 978-88-06-21263-6.

### Romanzi
- La buona guerra (Missionaries, 2020), Torino, Einaudi, 2023 Traduzione di Silvia Pareschi ISBN 978-88-06-24792-8.

### Saggi
- Uncertain Ground: Citizenship in an Age of Endless, Invisible War (2022)